# Eriovixia pseudocentrodes
Eriovixia pseudocentrodes är en spindelart som först beskrevs av Friedrich Wilhelm Bösenberg och Embrik Strand 1906.  Eriovixia pseudocentrodes ingår i släktet Eriovixia och familjen hjulspindlar. Inga underarter finns listade i Catalogue of Life.